# Pseudonapomyza ommata
Pseudonapomyza ommata är en tvåvingeart som beskrevs av Mitsuhiro Sasakawa 2004. Pseudonapomyza ommata ingår i släktet Pseudonapomyza och familjen minerarflugor.
Artens utbredningsområde är Nya Kaledonien. Inga underarter finns listade i Catalogue of Life.